# Daniel Ducruet
Daniel Ducruet (francouzsky: [dykʁɥɛ]; * 27. listopadu 1964) je bývalý manžel princezny Stéphanie Monacké, se kterou se oženil v roce 1995 a rozvedl o rok později v roce 1996.
Dvě z jeho dětí, Louis a Pauline, jsou 15. a 17. v linii následnictví monackého trůnu.

## Mládí
Narodil se v Beausoleil v Alpes-Maritimes Henrimu Ducruetovi, dělníkovi, a jeho manželce Maguy (rozené Barberové), která byla v domácnosti.
Navštěvoval Univerzitu v Nice, ale po roce studium ukončil. Pracoval jako kulturista, prodavač ve zverimexu a obchodník s rybami, než byl v roce 1986 přijat k monacké policii jako praktikant.
Do dvou let byl jmenován palácovým bodyguardem se zodpovědností za ochranu prince Alberta. V roce 1991 byl knížetem Rainierem pověřen, aby doprovázel jeho dceru princeznu Stéphanii jako tělesný strážce na jejím neúspěšném turné na podporu jejího hudebního alba.

## Osobní život
Jeho první manželství se Sandrou Naccacheovou skončilo rozvodem v polovině 80. let.
Ducruetova přítelkyně Martine Malbouvierová byla v šestém měsíci těhotenství s jeho prvním dítětem, když se veřejně prozradil jeho vztah s princeznou Stéphanií. Jeho první syn, Michaël Ducruet, se narodil v únoru 1992. Dne 26. listopadu 1992, deset měsíců po narození jeho prvního dítěte, měl Ducruet druhého syna, Louise Roberta Pula, s princeznou Stéphanií.
Stéphanie dlouho a tvrdě bojovala, aby její otec schválil manželství mezi ní a Ducruetem, protože se zdráhal takový sňatek povolit. Teprve po narození jejich druhého dítěte 4. května 1994, dcery Pauline Grace Maguy Ducruetové, a po jeho vlastním dvojnásobném bypassu dal kníže Rainier své požehnání. Louis a Pauline Ducruetovi byli legalizováni sňatkem svých rodičů a v současné době jsou na 15. a 17. místě v linii následnictví na monacký trůn.
Dne 1. července 1995 se Ducruet a princezna Stéphanie vzali při civilním obřadu na radnici v Monaku.
Ducruet a princezna Stéphanie společně investovali do obchodu Replay Store a kavárny Replay Cafe v Monaku.
V září 1996 byla paparazzi odhalena Ducruetova nevěra s Muriel „Fili“ Mol-Houtemanovou, Miss Odhalená prsa Belgie 1995 a snímky byly zveřejněny v italských bulvárních časopise Evatremila a Gente. Ducruet prohlásil, že se stal obětí léčky. Na vrcholu skandálu se v Itálii prodával 90minutový videozáznam z Ducruetova s Houtemanovou. Když se příběh dostal na titulní strany, Ducruet uprchl do Maroka. Po svém návratu se setkal se svou manželkou, která poté předložila svému otci 16. září 1996 písemnou žádost o rozvod. Rozvedli se 4. října 1996.
Po rozvodu Stéphanie odkoupila jeho podíl na jejich společném podnikání v kavárně Replay Cafe na Rue Grimaldi.
V současnosti je ženatý s Kelly Marií Carlou Lancienovou. Mají dceru Linoué.

## Život po princezně Stéphanie
Od rozvodu zahájil kariéru jako zpěvák vydáním dvou alb, Pourquoi Pas a Jamais personne, s malým úspěchem. O svém životě s rodinou Grimaldiů napsal také knihu.
V roce 2004 se zúčastnil italské reality show La Fattoria a podobné francouzské reality show La Ferme Célébrités, kde skončil druhý. Ten samý rok také hostil Real TV na Italia 1.
Vlastní noční klub v Cannes s názvem Le Caliente. V roce 2008 se dostal pod palbu, když se znovu objevila fotografie, zjevně pořízená v předchozím roce, na níž je vidět nahá žena v nočním klubu. On a jeho obchodní partner Jean-Pierre Roméo byli soudem v Grasse obviněni z „narušování soukromí soukromého života“, přestože žena byla na veřejnosti, takže „soukromí“ se této situace netýká. Ducruet a Roméo byli obviněni z odvysílání fotografie dne 31. srpna 2008 bez souhlasu ženy. Žena byla v té době nezletilá (17 let), ale v roce 2010 byl případ odložen.
Ducruet a jeho syn Louis Ducruet jsou od roku 2016 spolumanažeři společnosti Monadeco se sídlem v Monaku.

## Žaloba na porušení soukromí
Po zveřejnění kompromitujících fotografií a videozáznamů Ducrueta a Muriel „Fili“ Mol-Houtemanové podnikl Ducruet právní kroky.
Tvrdil, že Mol-Houtemanová se spikla s fotografem Stephanem de Lisieckim a jeho asistentem Yvesem Hoogewysem, aby narušili jeho soukromí za účelem finančního zisku. Tvrdil také, že Mol-Houtemanová zdrogovala jeho šampaňské.
Mol-Houtemanová dostala šestiměsíční podmíněný trest, zatímco Lisiecki a Hoogewys dostali roční podmíněné tresty. Ducruetovi soud přiznal odškodné 27 930 dolarů za porušení soukromí.